# Verband Alternativer Telekom-Netzbetreiber
Der Verband Alternativer Telekom-Netzbetreiber (VAT) ist eine Interessenvertretung der aufgrund der Liberalisierung des Telekommunikationsmarktes in Österreich tätig gewordenen Betreiber und hat seit seiner Gründung im Jahr 1997 maßgeblich zur Schaffung fairer und wettbewerbsorientierter Rahmenbedingungen am österreichischen Telekommunikationsmarkt beigetragen.
Der Verband repräsentiert die wesentlichen, am österreichischen Markt tätigen alternativen Netzbetreiber und bildet einen Gegenpol zum ehemaligen Monopolisten A1 Telekom Austria.
Zu den Aufgaben des Verbandes zählen die Behandlung der Themenkreise Telekommunikationsrecht, Regulierung, Zusammenschaltung und Nummerierung sowie die Öffentlichkeitsarbeit zur Schaffung eines positiven Klimas für die Telekom-Liberalisierung in Österreich.
Der VAT ist ein Netzwerkpartner des Fachverbandes der Elektro- und Elektronikindustrie.

## Mitglieder
- BIK
- Colt Technology
- Energie AG Oberösterreich Telekom GmbH
- Energie Steiermark Technik GmbH
- BBOÖ Breitband Oberösterreich GmbH
- Hutchison Drei Austria
- HALL AG Kommunal GmbH
- Innsbrucker Kommunalbetriebe AG
- kabelplus GmbH
- KELAG
- Linz AG
- Liwest Kabelmedien GmbH
- Mass Response Service GmbH
- myNET GmbH
- nöGIG Service GmbH
- öGIG GmbH
- Salzburg AG
- TirolNet GmbH
- VXFiber GmbH
- Wien Energie GmbH